# The Full Monty
The Full Monty (Todo o nada en Hispanoamérica) es una película británica de comedia estrenada en 1997, dirigida por Peter Cattaneo y protagonizada por Robert Carlyle, Mark Addy y Tom Wilkinson. 

## Argumento
La acción se desarrolla en el norte de Inglaterra, en la ciudad de Sheffield, que en los años 70 fue el eje de prosperidad de la zona de Yorkshire. Ahí residían más de medio millón de personas, con un importante movimiento económico sustentado por la metalurgia: las fábricas de laminación, las forjas y los talleres que daban empleo directo a casi un veinte por ciento de la población de la región. La avanzada maquinaria de la que disponían permitía fabricar el mejor acero del mundo para múltiples usos, desde vigas de gran resistencia hasta cubiertos de acero inoxidable que se encontraban en todos los hogares. Fue una de las primeras ciudades planificadas urbanísticamente, donde las barriadas victorianas hicieron sitio a los hogares más modernos. En fin, Sheffield estaba marcando la pauta del desarrollo económico del norte de Inglaterra.
La película comienza haciendo referencia a ese pasado glorioso de Sheffield, mediante un cortometraje a manera de documental. La trama se empieza a desarrollar en la ciudad en tiempo actual (los años 90), con ambientes urbanos ahora degradados. La reconversión industrial ha transformado a esta región en un páramo donde una gran parte de la población no solo se ha quedado sin trabajo, sino que también se ha quedado sin ilusiones.
A través de los diferentes personajes se presentan los efectos del desempleo, que afecta a la mayor parte de la gente. A medida que la trama empieza a tomar forma, se puede ver cómo desfilan ante el espectador vidas rotas, precariedad laboral, agencias de empleo, familias divididas y circunstancias familiares especialmente difíciles. Muestra de ello es lo que le toca enfrentar al protagonista, Gaz, quien debido a su falta de ingresos se ve impedido de mantener una relación estable con su pequeño hijo Nathan. Su única alternativa es hacer algo totalmente innovador.
Así, poco a poco, idea un plan que va tomando cuerpo en la medida en que las circunstancias vitales lo asfixian. Gaz debe encontrar el modo de hacerle una tregua a la vida que lleva hasta ese momento. Con una convicción a prueba de fracasos, se propone salir de este pozo sin fondo en el que se encuentran él, su familia y amigos.
Gaz, su hijo Nathan y su amigo Dave, emprenden una descabellada idea: convertirse en estríperes, o como dicen ellos, «stripper boys». Esto se les ocurre cuando un show de estríperes masculinos de verdad llega a la ciudad, y casi todas las mujeres acuden a verlos en masa. Para ello consiguen la ayuda de Gerald, exencargado de ellos, ahora también desempleado, y Lomper, otro ex-obrero que se encontraba al borde del suicidio.
Haciendo algo parecido a un casting, a este grupo se incorporan dos nuevos candidatos al espectáculo: Caballo (Horse) y Guy, igual de perdedores que los otros cuatro, pero también con las mismas necesidades y el mismo deseo de triunfar, y así comienzan a ensayar. Desde este momento, Gaz comienza a tener una esperanza para cambiar su situación. Su vida adquiere un sentido, creando un equipo que surge con la fuerza de la misma necesidad.
Pero los problemas comienzan a surgir: Gaz necesita dinero para montar el espectáculo y para pagar la pensión a su exmujer, porque de lo contrario pierde la custodia de su hijo; Dave, amargado por su peso y por no encontrar trabajo, tiene un brote de impotencia y decide abandonar el espectáculo; la mujer de Gerald descubre, después de seis meses de ocultarlo, que su marido está sin trabajo.
Durante uno de los ensayos en una planta metalúrgica abandonada, los cinco integrantes que quedan son descubiertos por la policía, bailando semidesnudos. Son remitidos a la Delegación de Policía junto con el menor, Nat, y posteriormente exhibidos en todos los diarios, lo que representa un duro golpe a su dignidad. No obstante, la afrenta se torna a su favor, pues despierta el interés de todas las damas por verlos bailar.
Otros acontecimientos ponen a prueba su valor y su coraje, que por medio de divertidas situaciones los harán demostrar su autenticidad y tomar decisiones importantes para salvar su reputación. Gaz también deberá enseñar a su hijo Nathan el sentido de la responsabilidad con su propio ejemplo.

## Elenco
- The Full Monty:
  - Robert Carlyle como Gary "Gaz" Schofield.
  - Mark Addy como Dave Horsefall.
  - Tom Wilkinson como Gerald Arthur Cooper.
  - Steve Huison como Lomper.
  - Paul Barber como Barrington "Horse" Mitchell.
  - Hugo Speer como Guy.
- William Snape como Nathan Schofield (hijo de Gaz).
- Lesley Sharp como Jean Horsefall.
- Emily Woof como Mandy.
- Deirdre Costello como Linda Cooper.
- Paul Butterworth como Barry.
- Dave Hill como Alan.
- Bruce Jones como Reg.
- Andrew Livingston como Terry.
- Vinny Dhillon como Sharon.

## Comentarios
Una de las características de la película es el humor, muchas veces llegando al humor negro. Frente a la desgracia del desempleo y la pobreza, queda la risa, la música y la imaginación para montar un espectáculo de estriptis masculino muy poco convencional. The Full Monty hace especial énfasis en la presentación —desde otra perspectiva— de la situación de desempleo y precariedad laboral, poniendo la mirada en una posición creativa frente la urgencia, que hace que se creen alternativas donde nadie las ofrece ni facilita, pero donde finalmente pueden hacerse grandes avances en cuanto a la recuperación de la esperanza, los afectos y la vivencia de la desocupación, desde una ocupación en la salida a este pozo que se representa sin fondo. La osadía, junto a la necesidad y afecto, conforman una nueva lectura de la precariedad laboral y sus modos de enfrentamiento.
Se destaca el hecho de que, frente a la humillante desesperación del desempleo, sea paradójico que la autoestima y dignidad surjan del bailar desnudo frente a un público, pero con calidad y buena preparación. El querer trabajar en algo y hacer bien el trabajo es la fuente de la dignidad.
Otro tema no menos relevante es el trato que se hace en la película a las identidades de género en relación con el ámbito laboral, intercambiando roles y presentando también una denuncia de la ineficiencia de los instrumentos legales en defensa de los roles y funciones familiares. Situación que es evidente en las prohibiciones de las que es objeto Gaz en la relación con su hijo. Sin embargo, a pesar de lo duras e insólitas de algunas situaciones límite, estas los llevan finalmente a tener la alegría de la esperanza.

## Premios y nominaciones

### Óscar 1997
| Categoría                             | Nominado(a)    | Resultado |
| ------------------------------------- | -------------- | --------- |
| Mejor película                        | Mejor película | Candidata |
| Mejor director                        | Peter Cattaneo | Candidato |
| Mejor guion original                  | Simon Beaufoy  | Candidato |
| Mejor banda sonora - Comedia o música | Anne Dudley    | Ganadora  |